# Prawie rodzina
Prawie rodzina (ang. Almost Family) – amerykański serial telewizyjny (dramat obyczajowy) wyprodukowany przez  Parasox, True Jack Productions,  Endemol Shine North America,  Fox Entertainment, XOF Productions oraz  Universal Television, który jest adaptacją australijskiego serialu "Sisters"  stworzonych przez Jonathan Gavin  i Imogen Banks. Serial był emitowany od 2 października 2019 roku do 22 lutego 2020 roku przez FOX.
W Polsce serial był emitowany od 7 stycznia 2020 roku do 25 lutego 2020 roku przez Canal+ Seriale.
Fabuła serialu opowiada o Julie Bechley, jedynaczce, która dowiaduje się, że ma jeszcze dwie siostry. Kobiety są nielegalnym dziełem lekarza w klinice leczenia niepłodności, który na początku swojej kariery używał własnego nasienia do zapłodnienia.

## Główna
- Brittany Snow jako Julia Bechley[3]
- Megalyn Echikunwoke jako Edie Palmer[4]
- Emily Osment jako Roxy Doyle[5]
- Mo McRae jako Tim Moore[6]
- Mustafa Elzein jako dr Isaac Abadi
- Victoria Cartagena jako Amanda Doherty[7]
- Timothy Hutton jako Leon Bechley[8]

## Odcinki
| #  | Tytuł            | Reżyseria                  | Scenariusz                       | Premiera w FOX       | Premiera w Canal+ Seriale |
| -- | ---------------- | -------------------------- | -------------------------------- | -------------------- | ------------------------- |
| 1  | Pilot            | Leslye Headland            | Annie Weisman                    | 2 października 2019  | 7 stycznia 2020           |
| 2  | Related AF       | Randy Zisk                 | Annie Weisman                    | 9 października 2019  | 7 stycznia 2020           |
| 3  | Notorious AF     | Jonathan Brown             | Ian Deitchman, Kristin Robinson  | 16 października 2019 | 14 stycznia 2020          |
| 4  | Fake AF          | Michael Weaver             | Ellen Fairey                     | 13 listopada 2019    | 14 stycznia 2020          |
| 5  | Risky AF         | Kellie Cyrus               | Joshua Allen                     | 20 listopada 2019    | 21 stycznia 2020          |
| 6  | Kosher AF        | Tricia Brock               | Michelle Lirtzman                | 27 listopada 2019    | 21 stycznia 2020          |
| 7  | Thankful AF      | Catalina Aguilar Mastretta | Abdi Nazemian                    | 28 listopada 2019    | 28 stycznia 2020          |
| 8  | Fertile AF       | Peter Sollett              | Annie Weisman                    | 11 grudnia 2019      | 28 stycznia 2020          |
| 9  | Rehabilitated AF | Arlene Sanford             | Ian Deitchman & Kristin Robinson | 1 stycznia 2020      | 4 lutego 2020             |
| 10 | Courageous AF    | Tim Bellen                 | Zina Camblin                     | 8 stycznia 2020      | 4 lutego 2020             |
| 11 | Generational AF  | Linda Mendoza              | Ellen Fairey                     | 15 stycznia 2020     | 11 lutego 2020            |
| 12 | Permanent AF     | Kimberly McCullough        | Joshua Allen                     | 22 lutego 2020       | 25 lutego 2020            |
| 13 | Expectant AF     | Randy Zisk                 | Annie Weisman, Michelle Lirtzman | 22 lutego 2020       | 25 lutego 2020            |

## Produkcja
W lutym 2019 roku ogłoszono, że główne role w  serialu zagrają: Brittany Snow, Megalyn Echikunwoke i Timothy Hutton.
W kolejnym miesiącu poinformowano, że Emily Osment, Mo McRae i Victoria Cartagena dołączyli do obsady dramatu. 14 maja 2019 roku stacja FOX ogłosiła, zamówienie pierwszego sezonu dramatu, który zadebiutuje w sezonie telewizyjnym 2019/2020.
Na początku marca 2020 stacja FOX poinformowała o skasowaniu serii i zakończeniu jej na pierwszym sezonie.